# 윌리스 부쉐이
윌리스 부쉐이(Willis Bouchey, 1907년 5월 24일 ~ 1977년 9월 27일)는 미국의 배우, 텔레비전 배우이다.

## 방송
- 도비 길리스

## 영화
- 폴로우 미, 보이즈! (1966년)
- 특전 네이비 2 - 공군 조인 (1965년)
- 몬스터 가족 (1964년)
- 웨어 러브 해스 곤 (1964년)
- 샤이안 (1964년)
- 리버티 벨런스를 쏜 사나이 (1962년)
- 투 로드 투게더 (1961년)
- 포켓에 가득찬 행복 (1961년)
- 버팔로 대대 (1960년)
- 도비 길리스 (1959년)
- 보난자 (1959년)
- 존 웨인의 기병대 (1959년) - 필 대령 역
- 마지막 함성 (1958년)
- 패션 전쟁 (1957년)
- 페리 메이슨 (1957년)
- 독수리의 날개 (1957년)
- 미스터 코리 (1957년)
- 포에버 다링 (1956년)
- 딜론 보안관 (1955년)
- 창공에 지다 (1955년)
- 웨스트 포인트 (1955년)
- 애욕과 전장 (1955년)
- 뎀 (1954년)
- 이그젝티브 쉬트 (1954년)
- 원한의 도곡리 다리 (1954년)
- 위험한 횡단 (1953년)
- 어페어 오브 도비 길리스 (1953년)
- 대통령의 여인 (1953년)
- 빅 히트 (1953년)
- 지상에서 영원으로 (1953년)
- 사우스 스트리트의 소매치기 (1953년)
- 어사인먼트: 파리 (1952년)
- 데드라인 - U.S.A. (1952년)
- 돈 보더 투 노크 (1952년)
- 당신만을 (1952년)
- 백만달러 인어 (1952년)
- 일로프먼트 (1951년)